# Práulio de Jerusalém
Práulio de Jerusalém foi o bispo de Jerusalém entre 417 e 422, sucedendo a João II. De acordo com Teodoreto, a disposição e o ânimo de Práulio faziam justiça ao seu nome, que é derivado da palavra grega para "tímido" ou "sem força". Sabemos também que ele teria consagrado Domno, que tinha duas esposas, como arcebispo de Cesareia.
Ele é venerado como santo pela Igreja Ortodoxa e comemorado no dia 28 de agosto (no calendário litúrgico ortodoxo).